# Дік Бродовський
Річард Стенлі Бродовський (англ. Richard Stanley Brodowski; 26 липня 1932, Байонн, Нью-Джерсі — 14 січня 2019, Лінн, Массачусетс) — американський бейсболіст, пітчер. Виступав у Головній лізі бейсболу за «Бостон Ред Сокс», «Вашингтон Сенаторз» і «Клівленд Індіенз».

## Біографія

### Ранні роки
Дік Бродовський народився 26 липня 1932 року в Байонні, штат Нью-Джерсі. Його батьки емігрували до США з Польщі, батько працював на нафтопереробному заводі. Окрім Діка у них було ще двоє синів. Дік був наймолодшим. Дік закінчив старшу школу імені Деніела Суїні. Бейсболом він почав займатися під час навчання, грав за шкільні команди, а також за команди молодіжної християнської організації на позиції шортстопу.
Закінчивши школу Дік не хотів продовжувати навчання. Спочатку він поїхав на перегляд до тренувального табору «Нью-Йорк Янкіз» у Платтсбурзі. Нью-йорці запропонували йому контракт, але умови контракту не задовольнили Бродовського. Через три місяці скаут «Бостона» Білл Маккаррен зробив Діку вигіднішу пропозицію й Бродовський підписав контракт із клубом.

### Професійна кар'єра
Перший сезон у професійному бейсболі він почав на позиції гравця третьої бази, після чого, на прохання тренера Елмера Йотера, перекваліфікувався в пітчера. Виступаючи за «Меріон Ред Сокс» у Лізі Індіани й Огайо Бродовський здобув двадцять одну перемогу при п'яти поразках із показниками пропусків ERA 2,60. 1952 року з D-ліги він одразу перейшов до рівня AAA — найвищий серед молодших бейсбольних ліг Північної Америки. За «Луїсвілл Колонелс» Дік зіграв десять матчів, здобувши сім перемог. У червні його взяли до основного складу «Ред Сокс». Дебют Бродовського в Головній лізі бейсболу відбувся 15 червня 1952 року в Чикаго під час матчу проти «Уайт Сокс». Він відіграв чотири інінґи, дозволивши супернику набрати всього лиш одне очко.
У серпні 1952 року, Діка було викликано до призовної комісії на медичний огляд. Він дограв сезон у складі Бостона, взявши участь в двадцяти матчах команди. У грудні Бродовського було взято до армії і направлено на військову базу Форт-Дікс неподалік від Трентона, штат Нью-Джерсі. Він повністю пропустив сезони 1953 і 1954 років, але пізніше згадував,
що йому пощастило з місцем служби, де він продовжував грати в бейсбол і не потрапив на фронт Корейської війни. Влітку 1954 року Дік грав у напівпрофесійній команді бейсбольної ліги округу Мерсер, а у вересні він узяв участь в армійському чемпіонаті з бейсболу, що відбувся в Колорадо-Спрінгз.
У лютому 1955 року підписав контракт з «Ред Сокс». Тренер клубу Пінкі Хіггінс був задоволений виступом Діка під час передсезонних зборів, хоч Дік і повернувся з армії із зайвою вагою і грав на службі не пітчером, а на іншій базі. У регулярному чемпіонаті Бродовський провів шістнадцять ігор, виходячи на поле лише в ролі релівера.
У листопаді в ході великого обміну за участю дев'яти гравців Дік перейшов в «Вашингтон Сенаторз». Сам він зараз у складі «Леонес де Понсе» і «Сенадорес де Сан-Хуан» грав у чемпіонаті Пуерториканської зимової ліги.
Перед початком весняних зборів, 11 лютого 1956 року, Дік одружився з Кетрін Левандовською. Його виступ у Пуерто-Рико був невдалим і до старту чемпіонату майбутнє Бродовського в «Сенаторз» лишалося під питанням. Він зіграв в одному матчі в ролі релівера, потім зазнав поразки в повній грі проти «Оріолз». У травні Дік вийшов у стартовому складі на гру проти «Канзас-Сіті», але пропустив п'ять очок за 1/3 інінґу. Після цього його було переведено в «Луїсвілл», який до цього моменту був фарм-клубом «Сенаторз». У Головну лігу бейсболу Бродовський повернувся у вересні, провів участь ще в одному матчі, знову зазнавши поразки. На початку чемпіонату 1957 року він знову отримав шанс показати себе, але в шести іграх, які він зіграв його показники пропусків склали 11,12. Після цього Бродовський був у складі «Клівленд Індіенз».
Решту сезону він провів у «Сан-Дієго Падрес» в AAA-лізі. Дік закінчив рік із тринадцятьма перемогами при шести поразках, а в липні його було визнано найкращим пітчером Ліги тихоокеанського узбережжя. Узимку він грав на Кубі в складі клубу «Альмендарес» під керівництвом Боббі Брейгана. Він був задоволений грою Бродовського й казав, що Дік має стати одним із лідерів «Клівленда». Однак, навесні 1958 року, він слабо провів передсезонні збори і був знову відправлений до «Сан-Дієго». Там він провів більшу частину сезону, зазнавши шістьох поразок в ролі стартового пітчера, після чого його знову перевели до реліверів. Під час чемпіонату Дік на два тижні пропав із клубу, лиш на п'ятнадцятий день повідомивши керівництву, що поїхав у Бостон до вагітної дружини. У новій ролі Бродовський краще відіграв другу частину сезону і в кінці серпня його було взято до основного складу «Індіенз». До цього часу він був кращим пітчером «Сан-Дієго» за кількістю зроблених страйкаутів. За «Клівленд» він зіграв у п'яти матчах, не дозволивши суперникам набрати жодного очка. Після завершення сезону Дік вперше за кілька років відмовився брати участь в зимових лігах, вирішивши що зниження результатів пов'язане з перевтомою.
На початку сезону 1959 року Бродовський набрав 30 фунтів зайвої ваги. Незважаючи на це, він потрапив до основного складу Індіанс і в перших трьох виходах на поле здобув одну перемогу та зробив два сейви. Дік впевнено грав до початку липня, здобувши дві перемоги при двох поразках із показниками пропусків ERA 1,80. Потім у нього почалися болі в руці. Через це 8 липня клуб оголосив про відрахування гравця. Після цього Бродовський провів 25 ігор за клуб молодшої ліги з Торонто. 1960 року він зіграв усього чотири інінґи за «Редінг Індіанс» зі Східної ліги й завершив бейсбольну кар'єру.

### Кінець кар'єри
Завершивши кар'єру, Дік впродовж десяти років працював страховим агентом у компанії Metropolitan Life Insurance. Після того він пішов працювати до служби безпеки інженерної компанії Stone and Webster у Бостоні.
Помер 14 січня 2019 року в Лінні, штат Массачусетс.